# Goya (opera)
Goya je opera o třech dějstvích italsko-amerického hudebního skladatele Giana Carla Menottiho na vlastní libreto. Premiéru měla 11. listopadu 1986 a uvedla ji Washington Opera v budově Kennedy Center. Opera inspirovaná životem španělského malíře Francisca Goyi vznikla z popudu tenoristy Plácida Dominga, který také v prvním nastudování i některých dalších inscenacích ztvárnil titulní roli.

## Vznik, charakteristika a inscenační historie opery
Myšlenka na Menottiho poslední celovečerní operu vznikla roku 1977, když skladatel pozval do svého domu Yester House poblíž Edinburghu na večeři Plácida Dominga, který právě vystupoval na Edinburském festivalu v Carmen, a ten jej požádal, aby pro něj napsal operu. Domingo současně navrhl i námět, život Francisca Goyi, kterému jeho slovy „vždy patřil můj obdiv jako umělci, ale také jako velkému španělskému vlastenci“. Menotti ihned souhlasil. Později se o tom vyjádřil: „Myslím, že to bylo poprvé, co jsem akceptoval myšlenku někoho jiného.“
Menotti Goyu dokončil až o řadu let později. Inscenace byla konečně připravena jako vrchol sezóny 1986/87 washingtonské operní společnosti; produkce byla financována mimořádným milionem dolarů a předcházela jí značná mediální kampaň. Partitura nebyla ještě nedlouho před uvedením hotova a na poslední chvíli pomáhali Menottimu s orchestrací skladatelé Stephen Douglas Burton a William Brohl.
Slavnostní premiéra se konala pro vybrané obecenstvo (v hledišti seděla i španělská královna Sofie a americký ministr zahraničí George P. Shultz), které autory a účinkující zahrnulo ovacemi. Představení z 28. listopadu 1986 bylo rovněž přenášeno televizí PBS v rámci série „Great Performances“.
Hlavní příběh opery se zakládá na domnělém milostném vztahu mezi Goyou a jednou z jeho mecenášek, vévodkyní z Alby. Menotti o tom řekl: „Někteří si mohou myslet, že je to jen milostný příběh, ale ve všech mých operách se skrývá i symbolický význam. Vévodkyně je symbolem krásy. Domnívám se, že ten muž celý život usiloval o uměleckou dokonalost, a alespoň v opeře ona symbolizuje dokonalou krásu, která je nedosažitelná.“ Téma však podle skladatele spočívalo v něčem jiném: „V opeře jsem se snažil zachytit dualitu postavy: hrdinského umělce a plachou lidskou bytost. To je téma opery, a to je proč bylo tak těžké ji napsat!“
Styl opery – označovaný při uvedení jako „vyšlý z módy“ – jde vědomě proti soudobým hudebním proudům, je podle skladatele „bezostyšně melodický a určitě hluboce zakořeněný v italské belcantové tradici, nebo jak tomu chcete říkat. Je hned vidět, že to je opera objednaná tenoristou a napsaná pro tenoristu.“ Zmíněný tenorista, Domingo, si také Menottiho chválil: „Píše svou hudbu melodickým způsobem, jediným možným způsobem pro zpěváka – a vždy pro potěšení publika.“
Kritický ohlas na první inscenaci však byl vesměs negativní. New York Times kritizoval neobratnost a nepůvodnost jak libreta, tak hudby, nazval celou operu „ohromujícím cvičením v banalitě, svou povrchností podobným jiným [Menottiho] současným dílům,“ a recenze je uzavřena slovy „Tentokrát napsal pan Menotti parodii na menottiovskou operu.“ Los Angelese Times označil libreto za „hloupý, rozvláčný, afektovaný text, který redukoval složitého hrdinu na pouhého dalšího zamilovaného pozéra“ a v hudbě nalézal „krátkodeché melodie, předvídatelná samostatná čísla, kýčovité harmonie a otřepané dramatické obraty“. Jen Washington Times nalezl některá zajímavá místa, avšak „… na každý krátký výron melodie připadaly věky nudné vokální hudby“.
Poměrně náročná opera s poměrně nepříznivým kritickým ohlasem není uváděna často. V roce 1991 byla uvedena na Menottim založeném Festivalu dvou světů (Festival dei Due Mondi / Festival of Two Worlds) v italském Spoletu; skladatel ji po tento účel poněkud revidoval tak, aby hlavní role byla méně specifická pro Domingův hlas, a libreto přeložil do italštiny. Kritický ohlas byl tentokrát příznivější. Novou revizi partitury, tentokrát pro změněný Domingův hlas, provedl Menotti při příležitosti inscenace roku 2004 ve vídeňské divadlo Theater an der Wien. Nejnověji (sezóna 2012/2013) byl Goya nastudován v městském divadle v Giessenu.
Menotti nebyl jediný skladatel inspirovaný slavným španělským malířem. Nejznámějším z hudebních děl na náměty Goyových obrazů je klavírní suita „Goyescas“ španělského skladatele Enriqua Granadose z roku 1915. Operu inspirovanou Goyovými kresbami napsal též Michael Nyman (Facing Goya, 2000), existuje též opera Goya švédského skladatele Daniela Börtze, jež měla premiéru v Göteborgu roku 2009, nebo i stejnojmenná „techno-opera“ Lomeho Altmana z roku 2013, primát však má opera Goya českého skladatele Josefa Boháče z roku 1978.

## Osoby a první obsazení
| Osoba                                                             | hlasový obor       | světová premiéra (15. 11. 1986) |
| ----------------------------------------------------------------- | ------------------ | ------------------------------- |
| Král Karel IV.                                                    | tenor              | Howard Bender                   |
| Královna Maria Louisa, jeho manželka                              | soprán             | Karen Huffstodt                 |
| Don Manuel Godoy, první ministr                                   | bas                | Stephen Dupont                  |
| Cayetana, vévodkyně z Alby                                        | mezzosoprán        | Victoria Vergara                |
| Goya, malíř                                                       | tenor              | Plácido Domingo                 |
| Martín Zapater, jeho přítel                                       | baryton            | Louis Otey                      |
| Leocadia, zpěvačka v hostinci, Goyova milenka                     | mezzosoprán        | Suzanna Guzmán                  |
| Královnina služebná                                               | mezzosoprán        | Marcia B. Plait                 |
| Hostinský                                                         | bas                | David Brundage                  |
| Hofmistr                                                          | baryton            | Richard Turner                  |
| Černoušek                                                         | němá role          | ..                              |
| Francouzský vyslanec                                              | němá role          | ..                              |
| 1. dvorní dáma                                                    | němá role          | ..                              |
| 2. dvorní dáma                                                    | němá role          | ..                              |
| Don Basilio                                                       | němá role          | …                               |
| Dvořané a dvorní dámy, stráže, mnichové, hosté, služebnictvo, lid |                    |                                 |
| Dirigent:                                                         | Dirigent:          | Rafael Frübeck de Burgos        |
| Režie:                                                            | Režie:             | Gian Carlo Menotti              |
| Choreografie:                                                     | Choreografie:      | Baayark Lee                     |
| Výprava a kostýmy:                                                | Výprava a kostýmy: | Pasquale Grossi                 |

## Instrumentace
Dvě flétny a pikola, dva hoboje a anglický roh, dva klarinety a basklarinet, dva hoboje, čtyři lední rohy, tři trubky, pozoun, tympány, bicí souprava, klavír, harfa, smyčce; za jevištěm: dvě trubky.

## Děj opery

### 1. dějství

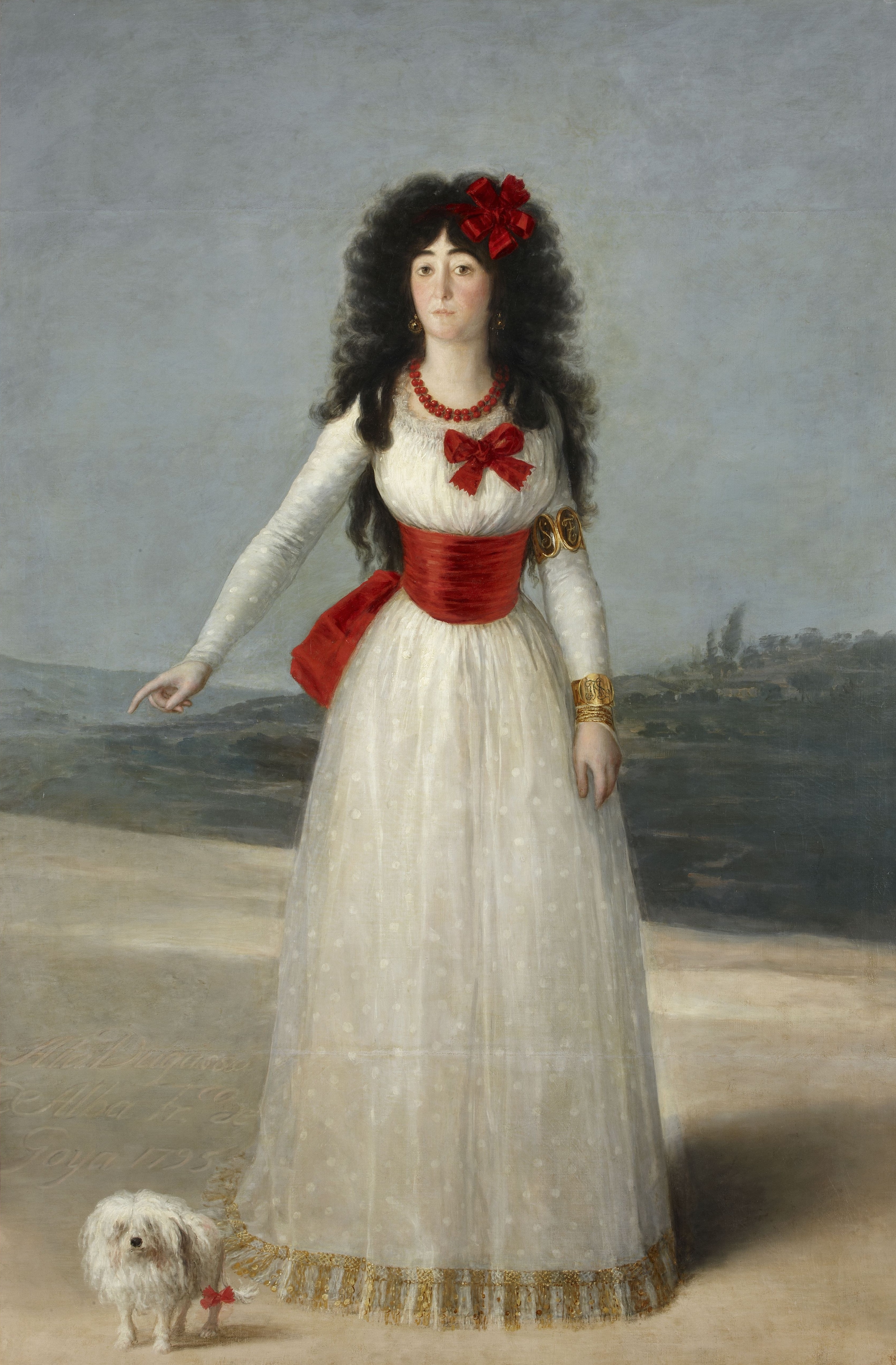
Goyův obraz vévodkyně z Alby

(1. obraz) V hostinci v Madridu je zábava v plném proudu, cikáni, žebráci, toreadoři, dívky a mladí muži tančí a zpívají. Mezi nimi se nacházejí dva mladíci právě přibyvší z venkova, malíř Francisco Goya a jeho přítel Martín Zapater. Do vřavy vstoupí, obklopena několika ctiteli z řad toreadorů, dáma zahalená závojem. Goya je její osobností a zjevem okouzlen; představí se jí s nemenším sebevědomím jako nejlepší malíř Španělska a žádá ji, aby směl namalovat její portrét. Krásce se jeho opovážlivé chování líbí; představí se mu jako služebná z doprovodu doni Cayetany, krásné, bohaté a vlivné vévodkyně z Alby, a smluví si s malířem schůzku ve vévodkynině paláci na zítřek, kdy má být její paní pryč. Pak se vytratí tak tajemně, jak se zjevila. Goya za ní vyhlíží z vrat hostince, je však zděšen pohledem na průvod, ve kterém mniši-inkvizitoři ženou osoby obviněné z kacířství k soudu.
(2. obraz) Nazítří je Goya uveden jednou z dvorních dam do nádherné komnaty, kde se mu v doprovodu dvořanů a sloužících, včetně maurských tanečnic, představí jeho včerejší známost – není to nikdo jiný než sama vévodkyně. Vévodkyně se baví překvapení, které mladému malíři přichystala, ale Goya se rychle vzpamatuje a připomene, že přišel namalovat její obraz – pokud se všichni vzdálí. Vévodkyně všechny propustí a chvíli malíři pózuje. Brzy ji to však unaví, začne s Goyou laškovat a nabídne mu místo plátna vlastní tvář, na niž má namalovat podobu svého ženského ideálu. Goya k ní přistoupí a žertem hladí svými štětci Cayetaniny líce. Když však štětec dorazí k jejím rtům, je malířské náčiní zapomenuto a malíř a vévodkyně spočinou ve vášnivém objetí.

### 2. dějství
Královna Maria Louisa si stěžuje svému milenci, prvními ministru Manuelu Godoyovi, na skandální chování vévodkyně z Alby. Dovoluje si nosit hezčí šaty i cennější šperky a mít kolem sebe mnohem vice přátel než sama královna. Maria Louise se doslechla i o jejím novém milenci, malíři Goyovi, a Godoyovi ukládá jednak zničit opovážlivou vévodkyni, jednak přivést malíře ke dvoru. Na Godoyovu radu pak král Karel IV. své manželce slibuje, že Goyu předvolá hned k dnešní audienci. Ještě větší radost udělá královně francouzský vyslanec, který jí přináší krásnou róbu od nejlepšího pařížského krejčího.
Audience začíná, Goya je představen Godoyovi, králi a posléze i královně. Dojem z jeho přítomnosti však přehluší skandál: dorazila vévodkyně s Alby a všechny dámy z jejího doprovodu mají na sobě tytéž šaty jako královna. Ta zuřivě opouští sál, dvořané se po koutku situací baví, Godoy však vévodkyni za její chování kárá. Na ministrův pokyn chce Cayetaně domluvit i Goya, vévodkyně jej však hněvivě obviní ze zbabělosti a ukončuje jejich vztah.
Zasmušilého malíře se ujímá král a nabízí mu, aby se stal jeho dvorním portrétistou. Při tomto hovoru si Goya postupně uvědomuje, že přestává slyšet; hlučná místnost je náhle tichá a nakonec slyší jen jediný vysoký tón. Malíř je zdrcen: „Cayetano, Cayetano, i tvůj hlas mi berou!“

### 3. dějství
(1. obraz) Cayetanu stihla záhadná nemoc a vévodkyně leží na smrtelné posteli. Posílá Martína Zapatera, aby k ní přivedl Goyu. Mezitím k ní přicházejí královna a Godoy, ale místo útěchy královna prohlašuje, že Cayetanina nemoc je trest za její hříchy. Cayetana je ale přesvědčena, že byla z návodu Jejího Veličenstva otrávena. Všechny své statky odkazuje svým sloužícím a adoptivnímu dítěti a brzy nato umírá. Maria Louisa jí snímá diamantový náhrdelník a prsten a před přispěchavším služebnictvem prohlašuje, že jí je vévodkyně darovala. Goya přispěchá, až když je již odnášeno Cayetanino tělo. Povšimne si jejího prstenu na královnině ruce a hluboce si zoufá, že nepřišel včas, aby milovanou Cayetanu zachránil.
(2. obraz) O mnoho let později je Goya nejen hluchým, ale i slepý. Žije se svou milenkou Leocadií v ústraní a cítí, že se blíží jeho konec. V horečnatém snu se mu zjevují postavy z jeho obrazů a malíř se trápí úzkostí i pocitem viny za to, že opustil svou ženu Pepu. Tu se mezi postavami objevuje Cayetana. Konejší ho a poukazuje na jeho nesmrtelné dílo, v němž prokázal větší odvahu než kterýkoli voják, větší vášeň než kterýkoli milenec a větší soucit než kterýkoli kněz. Nemá se bát smrti, protože jeho duše si jistě zaslouží věčný mír.

## Filmografie a diskografie
- 1991 (CD, Nuova Era 7060/61, vydáno 1992). Zpívají (Karel IV.) Howard Bender, (Maria Luisa) Penelope Daner, (Manuel Godoy) Andrew Wentzel, (vévodkyně z Alby) Suzanna Guzmán, (Francisco Goya) César Hernández, (Martin Zapater) Boaz Senator, (Leocadia) Karen Nickell, (hostinský) Daniele Tonini, (služebná) Angela Adams, (hofmistr) Dominic Inferrera. Spoleto Festival Orchestra a Westminster Choir řídí Steven Mercurio. Záznam z představení Teatro Nuovo ve Spoletu. Zpíváno v italštině
- 2004 (DVD vydáno 2011, Arthaus). Zpívají (Karel IV.) Andreas Conrad, (Maria Luisa) Íride Martínez, (Manuel Godoy) Maurizio Muraro, (vévodkyně z Alby) Michelle Breedt, (Francisco Goya) Plácido Domingo, (Martin Zapater) Christian Gerharer. Spoleto Festival Orchestra a Westminster Choir řídí Steven Mercurio. Radio-Symphonieorchester Wien a Festival-Chor KlangBogen Wien řídí Emmanuel Villaume. Záznam inscenace Theater an der Wien, režie Kasper Bech Holten, výprava a kostýmy Steffen Aarfing, choreografie Nikolaus Adler.

Existuje rovněž televizní záznam premiérové inscenace z roku 1986, který však není komerčně dostupný.